# Sileny

Disilen, nejjednodušší silen

Sileny, nebo silalkeny, jsou sloučeniny křemíku a vodíku obsahující dvojné vazby mezi křemíkovými atomy. Neřadí se sem cyklické sloučeniny a sileny tak tvoří homologickou řadu sloučenin se vzorcem SinH2n−2k+2, k > 0, kde k je počet dvojných vazeb.
Z každého atomu křemíku vycházejí tři nebo čtyři vazby (Si-H, Si-Si nebo Si=Si) a každý vodík jer napojen na křemík (H-Si). Navzájem propojené atomy křemíku se označují jako křemíkový řetězec.
Silenyl je funkční skupina nebo vedlejší řetězec odpovídající obecnému vzorci SinH2n−2k+1, k > 0, kde k je počet dvojných vazeb.
Nejjednodušší molekulou tohoto druhu je disilen, Si2H4. Počet atomů křemíku není omezen, molekula musí pouze obsahovat alespoň jednu dvojnou vazbu mezi křemíky.
U můstkových silenů se uplatňuje Bredtovo pravidlo, které říká, že dvojná vazba se nemůže nacházet na můstku, pokud není kruh dostatečně velký (s nejméně 8 atomy). Aromatické sloučeniny bývají často znázorňovány jako cyklické sileny, přestože se liší svou strukturou a mezi sileny se nezařazují. Ačkoliv jsou sileny hlavně předměty teoretického výzkumu, tak substituované sileny tvoří významnou skupinu organických sloučenin křemíku.

## Struktura
Podobně jako jednoduché kovalentní vazby mohou být i dvojné vazby popsány pomocí překryvů atomových orbitalů, rozdíl spúočívá v tom, že oproti jednoduché vazbě obsahující jednu vazbu sigma obsahuje dvojná vazba křemík-křemík navíc jednu vazbu pí. Tato dvojná vazba je silnější a kratší než jednoduchá.
Atomy křemíku využívají k tvorbě vazeb sigma se sousedními atomy trojici sp2-hybridizovaných orbitalů. Nehybridizované 3p orbitaly, nacházející se kolmo k rovině vytvořené osami sp2 hybridizovaných orbitalů, dohromady vytváří vazbu pí, nacházející se mimo osu Si—Si, s polovinou na jedné straně a zbylou polovinou na druhé.
Rotace okolo dvojné vazby Si-Si mohou probíhat, protože štěpení vazeb pí nevyžaduje velké množství energie. U substituovaných silenů tak nelze oddělit jednotlivé izomery.

## Historie
První nestálý disilen připravili v roce 1972 D. N. Roark a Garry J. D. Peddle. První přípravu tepelně stabilního disilenu, tetramesityldisilenu, provedli v roce 1981 Robert West, M. J. Fink a J. Michl pomocí ultrafialové fotolýzy cyklického trisilanu:
2 [Si(mesityl)2]3 → 3 (mesityl)2Si=Si(mesityl)2

## Vlastnosti
Jednoduché sileny jsou velmi reaktivní a snadno se polymerizují nebo vstupují do jiných reakcí. Těmto reakcím lze zabránit navázáním objemných substituentů; takové disileny jsou dostatečně stálé ve zředěných roztocích a někdy i v krystalické podobě.
Stabilní sileny jsou obvykle zbarveny žlutě až oranžově.
Délky vazeb Si=Si u silenů se pohybují mezi 214 a 229 pm a jsou tak o 5 až 10 % kratší než jednoduché vazby Si-Si odpovídajících disilanů.
Toto zkrácení je menší, než u příslušných sloučenin uhlíku, kde se pohybuje okolo 13 %, ovšem stále dostačuje k tomu, aby vazba vypadala jako skutečně dvojná.
Sileny se vyznačují trans-ohnutím substituentů, jež se u alkenů nevyskytuje. Úhly mezi rovinami R2Si a vektory Si=Si bývají mezi 0 a 33,8°. Narušení struktury lze vysvětlit stabilitou odpovídajících silylenových fragmentů, i když disileny většinou nedisociují.
Narušení geometrie disilenů lze vysvětlit tím, že valenčními orbitaly křemíku jsou 3s a 3p, zatímco u uhlíku jde o 2s a 2p. Rozdíl energií mezi s a p orbitaly je tak u křemíku vetší než u uhlíku.
Z tohoto důvodu jsou silylenové fragmenty singletové, zatímco karbenové fragmenty bývají tripletové. Při vzniku dvojné vazby spojením těchto fragmentů jsou ta vzniklé disileny trans-ohnuté a alkeny složené ze dvou karbenových jednotek rovinné. Ještě více jsou vazby vychýlené u cínových analogů disilenů.

## Příprava
Disileny se připravují redukcemi 1,2-dihalogendisilanů, retro-Dielsovými–Alderovými fragmentacemi, dimerizacemi silylenů, fotofragmentacemi cyklopolysilanů nebo přesmykovými reakcemi silylsilylenů.
K přípravě 1,1,1,4,4,4-hexaalkyl-2,3-bis(trialkylsilyl)tetrasil-2-enů se většinou používají redukční párování odpovídajících 1,1,1,3,3,3-hexaalkyl-2,3-tribromtrisilanů.

## Názvosloví
Systematické názvy silenů se tvoří od názvů odpovídajících silanů změnou přípony -an- na -en-; SiH3-SiH3 je disilAN a SiH2=SiH2 se tedy nazývá disilEN.
U vyšších silenů, které mohou mít více izomerů lišících se polohou dvojné vazby, se používá číslování podle těchto pravidel:
1. Najít nejdelší křemíkový řetězec obsahující dvojnou vazbu, ve kterém mají atomy nejmenší možná čísla
2. Označit dvojnou vazbu podle polohy prvního atomu
3. Pojmenovat rozvětvené či substituované sileny obdobným způsobem jako u alkenů a silanů
4. Očíslovat křemíkové atomy, očíslovat a pojmenovat substituenty a dvojnou vazbu, pojmenovat hlavní řetězec.

## Organosileny
Organosileny jsou sloučeniny odvozené od silenů, které mají navázanou alespoň jednu organickou skupinu; patří tak mezi organokřemíkové sloučeniny.